# Pământ (film din 1930)
Pământ (în rusă Земля, transliterat: Zemlea, în ucraineană Земля, transliterat: Zemlea) este un film mut sovietic din 1930, regizat de Oleksandr Dovjenko. Filmul prezintă procesul de colectivizare în Uniunea Sovietică și ostilitatea proprietarilor de pământuri culaci în timpul primului plan cincinal. Este al treilea film, împreună cu Zvenigora și Arsenal, din Trilogia Ucraina a lui Dovjenko.
Scenariul a fost inspirat de viața și experiența lui Dovjenko în procesul de colectivizare din Ucraina sa natală. Acest proces, care a fost fundalul filmului și al producției sale, a influențat receptarea acestuia în Uniunea Sovietică, în mare parte negativă.
Pământ este considerat în general capodopera lui Dovjenko și unul dintre cele mai mari filme realizate vreodată. Filmul a fost votat pe locul 10 pe prestigioasa listă Bruxelles 12 la Expoziția Universală din 1958.

## Rezumat
Filmul debutează cu un montaj poetic al vântului care suflă peste un câmp de grâu și floarea-soarelui. Apoi, acțiunea se mută asupra unui țăran bătrân, Semion, care moare sub un măr, fiind însoțit de fiul său, Opanas, și de nepotul său, Vasîl.
În alt colț al satului, culacii locali, printre care și Arhîp Bilokin, își exprimă opoziția față de colectivizare și refuză să se supună noii orânduiri.
Mai târziu, în casa lui Opanas, Vasîl și prietenii lui discută înflăcărat despre colectivizare, intrând în conflict cu Opanas, sceptic și rezervat în privința schimbărilor.
Entuziasmul atinge cote maxime odată cu sosirea primului tractor adus de Vasîl pentru comunitate. După o scenă simbolică în care bărbații urinează într-un radiator supraîncălzit, țăranii pornesc lucrările agricole: ară pământul cu tractorul și încep recoltarea cerealelor, dărâmând gardurile culacilor în timpul procesului. Un montaj cinematografic prezintă întregul lanț al producției de pâine, de la sămânță până la produsul final.
În acea noapte, Vasîl merge dansând un hopac pe o cărare, în drum spre casă, dar este ucis de o siluetă misterioasă. La aflarea veștii, Opanas își caută cu disperare fiul și îl confruntă pe Homa, fiul lui Bilokin, suspectându-l de crimă. Homa, însă, neagă orice implicare.
Refuzând ajutorul preotului ortodox venit să oficieze slujba de înmormântare, Opanas își declară ateismul și le cere prietenilor lui Vasyl să-i ofere fiului său o înmormântare laică, „cu cântece noi pentru o viață nouă”. Aceștia se conformează, în timp ce Natalya, logodnica lui Vasyl, îl plânge, iar preotul blesteamă comunitatea.
La cimitir, Homa apare tulburat și recunoaște public că el l-a ucis pe Vasîl, declarând totodată că se va opune în continuare colectivizării. Sătenii îl ignoră, în timp ce unul dintre prietenii lui Vasîl rostește un elogiu în amintirea acestuia.
Filmul se încheie cu un montaj vizual impresionant: o ploaie torențială cade peste fructe și legume, simbol al renașterii, iar Natalya se trezește îmbrățișată de un nou iubit.

## Distribuție
- Stepan Șkurat – Opanas
- Semen Svașenko – Vasîl
- Iulia Solnțeva – sora lui Vasîl
- Ielena Maksimova – Natalya
- Mîkola Nademskîi – Semen
- Petro Masoha – Homa Bilokin
- Ivan Franko – Arhîp Bilokin
- Volodimir Mihailov – preot
- Pavlo Petrik – lider al celulei Partidului Comunist
- O. Umaneț – țăran
- Ye. Bondina – țărăncă
- Luka Liașenko – tânăr culac

## Producție
Dovjenko a scris, produs și filmat Pământ în 1929, în timpul procesului de colectivizare din Republica Sovietică Socialistă Ucraineană, pe care l-a descris drept „o perioadă... de transformare economică și mentală a întregului popor”. Colectivizarea a început în 1929, când secretarul general sovietic, Iosif Stalin, a încercat să controleze agricultura în Uniunea Sovietică pe măsură ce aceasta se industrializa. Aceasta a însemnat colectivizarea fermelor private, cărora țăranii le-au rezistat ucigându-și animalele de tracțiune, sabotând utilajele agricole și asasinând agenții sovietici. O mare parte din scenariul filmului a fost inspirat de experiența lui Dovjenko în acest proces; moartea lui Vasil s-a bazat pe asasinarea unui agent sovietic în districtul său natal. Dovjenko s-a inspirat și din amintirile din copilărie, de exemplu, bazându-l pe personajul Semion pe propriul său bunic.
Producția filmului a început pe 24 mai 1929 și s-a terminat pe 25 februarie 1930. Coloana sonoră originală a fost compusă de Levko Revutsky.

### Cinematografie

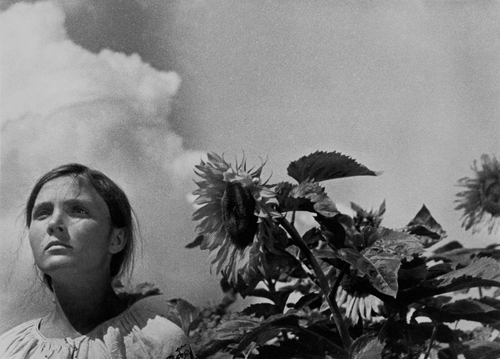
O imagine din primul montaj, care prezintă o femeie stând lângă un câmp de floarea-soarelui

Filmările au avut loc în mare parte în regiunea Poltava din Ucraina. Dovjenko a colaborat cu directorul de imagine ucrainean Danylo Demutsky, care a filmat și două dintre filmele anterioare ale lui Dovjenko, Zvenigora și Arsenal. Prim-planurile sunt folosite pe scară largă pentru a evidenția unul sau mai multe personaje, de obicei țărani fără nume, adesea nemișcați. Specialistul în film Gilberto Perez a comparat cinematografia acestui film cu Odiseea lui Homer, deoarece „tot ce contează, la moment dat, este ceea ce este... afișat clar pe ecran”.
Dansul lui Vasyl, care sărbătorește succesul recoltei, a fost inițial scris ca un hopak în stil cazac, dar Svașenko l-a modificat după ce s-a consultat cu fermierii ucraineni locali.
Filmul are o durată de 89 de minute.

## Lansare
Pământ a fost lansat pe 8 aprilie 1930 și interzis de autoritățile sovietice nouă zile mai târziu. Înainte de distribuirea filmului pe scară largă, anumite scene criticate pentru că dădeau filmului un accent „biologic”, cum ar fi țăranii care urinează în radiatorul tractorului, au fost eliminate. Negativul original al filmului a fost distrus în 1941 de un raid aerian german în timpul primei bătălii de la Kiev. În 1952, Dovjenko a adaptat filmul într-un roman.
În 2012, Centrul Național de Film, arhiva de film de stat a Ucrainei, a restaurat filmul Pământ și i-a dat o nouă coloană sonoră, realizată de cvartetul folcloric ucrainean DakhaBrakha. Această versiune a filmului a avut premiera la Festivalul Internațional de Film de la Odesa din 2012.

## Receptare critică
Pământ a fost lansat într-o perioadă în care independența industriei cinematografice din Uniunea Sovietică față de Partidul Comunist era erodată, iar cei mai importanți regizori ai săi - precum Dovjenko - și criticii erau denigrați și eliminați. Autoritățile și jurnaliștii sovietici au lăudat filmul pentru „măiestria sa formală” și l-au ridiculizat pentru deficiențele ideologice percepute. Pravda, ziarul oficial al Partidului Comunist, a lăudat stilul vizual al filmului, dar a numit conținutul său politic „fals”. Poetul sovietic Demian Bednîi a atacat filmul, numindu-l „ contrarevoluționar ” și „ defetist ” în ziarul Izvestia. Ippolit Sokolov, un critic de film sovietic, l-a descris pe Dovjenko ca fiind un „mare regizor”, dar și „un artist mic-burghez” în recenzia sa. Dovjenko a fost atât de supărat de reacția negativă la film încât, în pragul unei căderi nervoase, a părăsit Ucraina și a călătorit în străinătate pentru a-și proiecta filmele și a experimenta cu echipamente audio nou dezvoltate, disponibile în Europa de Vest.
Criticul de film C.A. Lejeune a lăudat secțiunea principală a filmului, spunând că aceasta „conține poate mai multă înțelegere a frumuseții pure în cinematografie, mai multă validitate a relației în imaginea în mișcare decât orice zece minute de producție cunoscute până acum pe ecran”. Lewis Jacobs a comparat opera lui Dovjenko cu cea a lui Serghei Eisenstein și Vsevolod Pudovkin, afirmând că Dovjenko „a adăugat o perspectivă personală și poetică profundă... [filmele sale] sunt laconice în stil, cu o calitate ciudată, minunat de imaginativă, dificil de descris”. Regizorul de film Grigori Roshal a lăudat filmul, scriind: „Nici Eisenstein, nici Pudovkin nu au atins tandrețea și căldura în a vorbi despre oameni și despre lume pe care le-a dezvăluit Alexander Dovjenko. Dovjenko este întotdeauna experimental. Este întotdeauna un inovator și întotdeauna un poet”.
Biograful lui Dovjenko, Marco Carînnîk, a lăudat „simplitatea pasională... care l-a transformat într-o capodoperă a cinematografiei mondiale” și a lăudat „puternica sa afirmare lirică a vieții”. Filmul a fost clasat pe locul 88 în sondajul centenar din 1995 al celor mai bune 100 de filme ale secolului, realizat de revista Time Out. A primit, de asemenea, 10 voturi din partea criticilor în sondajele Sight & Sound din 2012 privind cele mai mari filme din lume. British Film Institute a spus despre Pământ că intriga sa „este secundară imaginilor extraordinar de puternice cu lanuri de grâu, fructe coapte și chipuri brăzdate de intemperii”.

### Moștenire
Pământ este unanim considerat capodopera lui Dovjenko și printre cele mai mari filme realizate vreodată. Centrul Național de Film Oleksandr Dovjenko îl consideră cel mai faimos film ucrainean realizat. Pământ a fost votat unul dintre cele mai mari douăsprezece filme din toate timpurile de către un grup de 117 istorici de film la Expoziția Universală de la Bruxelles din 1958 și a fost selectat ca unul dintre cele cinci filme care vor fi proiectate la un festival pentru a sărbători cea de-a 70-a aniversare a UNESCO în 2015.